# 雙角栗殼蟹
雙角栗殼蟹（学名：Arcania cornutus）为玉蟹科栗殼蟹屬的动物。分布于日本、波斯湾、台湾岛以及中国大陆的广东、海南等地，生活环境为海水，常栖息于水深50-200米的沙质或泥沙质海底。